# Afghanistan-Pakistan confederatieplan

Afghanistan in het oranje en Pakistan in het groen.

Afghanistan-Pakistan confederatieplan (Urdu: افغانستان پاکستان کنفیڈریشن پلان, Pashto: د افغانستان - پاکستان د کنفد راسیون پلان) was een voorgesteld plan dat tussen 1953 en 1954 tussen de regeringen van Afghanistan en Pakistan werd voorgesteld om beide landen onder één confederatie samen te voegen.
Deze plannen zijn gestart door Mohammed Ayub Khan, de president van Pakistan en de koninklijke familie van Afghanistan onder koning Mohammed Zahir Sjah, die om hulp vroeg aan de Verenigde Staten van Amerika, daarbij verwijzend naar de vrees dat als Pakistan zou ophouden te bestaan, Afghanistan dat ook zou doen vanwege de bedreigingen met de Sovjet-Unie en India.

## Geschiedenis
Afghanistan en Pakistan hadden sinds het begin een verhitte relatie als gevolg van de kwestie-Pasjtunistan, waarmee Afghanistan aanspraak maakte op de noordwestelijke regio van Pakistan. In september 1947 stemde Afghanistan tegen de toetreding van Pakistan tot de Verenigde Naties vanwege het feit dat de Khyber-Pakhtunkhwa naar Pakistan ging, maar in oktober 1947 trok het zijn negatieve stem in onder de voorwaarde van een fusie, omdat Afghanistan het idee van een aangrenzend India met een hindoeïstische meerderheid niet leuk vond, omdat dit zou betekenen dat Afghanistan voortdurend in conflict zou zijn geweest met India.